# Costantino De Andreis
Costantino De Andreis (Roma, 27 agosto 1925 – 12 febbraio 2004) è stato un calciatore italiano, di ruolo attaccante.

## Palmarès

### Club

#### Competizioni nazionali
- Campionato romano di guerra: 1

Lazio: 1943-1944
- Campionato italiano di Serie B: 1

Napoli: 1949-1950